# 2011年4月日本

## 4月7日
- 晚上宮城縣對開的太平洋發生7.1級地震，多個地方發出海嘯警告。

## 4月10日
- 都道府縣地方首長與議員選舉。執政黨民主黨失利。
- 連續第四次當選東京都知事的石原慎太郎宣布將申辦2020年夏季奧林匹克運動會，以東京之力帶動日本災後重建。

## 4月11日
- 日本駐台灣代表今井正大使致呈專函予中華民國總統馬英九閣下、行政院長吳敦義、 外交部長楊進添，傳達首相菅直人的感謝函，表示日本人對台灣人民以各種方式給日本人關懷及鼓勵心中滿懷感激。今井正並舉行記者會表達謝忱，他表示台灣各界，從幼稚園到八旬長者都寫了加油打氣的卡片送到日本交流協會，讓他深受感動，其中附有小卡片的一束花更是震撼了他的靈魂。

## 4月12日
- 原子能安全保安院將福島第一核電廠事故由國際核事件分級表的第五級上修至與1986年車諾比核電廠事故相當的第七級(Major accident)。

## 4月14日
- 經過多番討論後，日本正式派隊參加阿根廷舉行的2011年美洲國家盃，日本將會以海外球員為主力[1]。

## 4月17日
- 美國國務卿希拉蕊·柯林頓赴日拜會明仁天皇、首相與外務大臣，表達美國對日本震災的慰問與堅定支持。

## 4月19日
- 日本前駐美國大使與日本職棒機構(Nippon Professional Baseball, NPB)總裁加藤良三訪問台灣四天，拜會總統馬英九與立法院院長王金平，代表日本首相與政府，對台灣政府與人民在日本強震後的踴躍捐輸及兩國堅定的友誼與感情，表達感謝。

## 4月20日
- 中華民國立法院院長王金平以最高民意機關首長身分率領「東日本震災台灣慰問訪日團」(前考試院長許水德、政務委員尹啟銘、立法院台日國會聯誼會會長李鴻鈞、台灣世界展望會代表、中華民國紅十字會代表、慈濟代表)訪問日本三天，代表政府與台灣人民把募得的款項捐給日本，拜會前首相麻生太郎、鳩山由紀夫、參議院議長西岡武夫、眾議院副議長衛藤征士郎、日華議員懇談會、北海道知事高橋晴美等，表達台灣對日本震災表達哀悼、慰問、關懷與激勵，也協助並期盼日本的救災與重建儘快完成。

## 4月21日
- 角川書店宣佈，五月發行的輕小說作品涼宮春日系列涼宮春日的驚愕，前後編預訂數目超過100萬[2]。

## 4月22日
- 澳洲總理茱莉雅·吉拉德與日本首相菅直人會面，希望可以提供液化天然氣體以穩定燃油價格。[3]
- 日本防衛大臣北澤俊美在接受華爾街日報訪問時表示希望強化日本與美國、南韓與澳洲等盟國的軍事關係，以制衡中國的持續軍事擴張(尤其是海軍)。尤其在三一一大震後，日本更深切體認到堅定日美同盟的價值與重要性。赴日訪問的澳洲總理吉拉德也表示，日本自衛隊可能到澳洲接受共同實戰訓練，以因應中國愈發明顯的好戰態勢。[4][5]
- 日本駐紐約領事館向国际先驱论坛报所刊載的漫畫提出抗議，在漫畫中巫婆向白雪公主推銷蘋果，公主一邊用放大鏡說：「等一下，蘋果是不是來自日本？」。該報回應表示，漫畫是刊載於中國英文版中國日報[6]。
- 北海道動物園人員訪問台灣，並計畫最快今年9月致贈台北市立動物園一對丹頂鶴。丹頂鶴是瀕臨絕種的保育類動物，也將是日本丹頂鶴第一次到其他國家生活。[7]

## 4月23日
- 自地震起停辦的日本職業足球聯賽重新舉行，當中鄰近地震重災區的球隊仙台維加泰作客以2-1擊敗川崎前鋒。

## 4月25日
- 東北大地震後，停駛45日的東北新幹線東京至仙台段於25日恢復通車[8]。

## 4月27日
- 有「日圓先生」（Mr. Yen）之稱的前大藏省次官榊原英資抵台灣訪問。

## 4月28日
- 美軍在嘉手納飛行場所造成的噪音滋擾，總共有22,058提出訴訟，較前兩次訴訟更多[9]。

## 4月29日
- 流亡印度的西藏精神領袖第十四世達賴喇嘛應邀赴日本東京參加為大地震死難者舉行49日的慰靈祈福法事。[10]
- 享譽國際的日本寶塚歌劇團敲定將於民國102年春首次前往台灣公演。[11][12]

## 4月30日
- 日本眾議院通過總額4兆日圓(485億美元)的震災復興緊急預算案，這是過去60年來日本規模最大公共建設的頭期款。[13]